# Cylloceria mexicana
Cylloceria mexicana är en stekelart som beskrevs av Dmitriy R. Kasparyan och Ruiz-cancino 2003. Cylloceria mexicana ingår i släktet Cylloceria och familjen brokparasitsteklar. Inga underarter finns listade i Catalogue of Life.